# Oksana Stepičeva
Oksana Kovaljova-Stepičeva (rusko Оксана Ковалёва-Степичева), ruska atletinja, * 3. september 1969.
Ni nastopila na poletnih olimpijskih igrah. Na evropskih dvoranskih prvenstvih je osvojila naslov prvakinje v teku na 200 m leta 1992.